# Sagittalata griveaudi
Sagittalata griveaudi is een insect uit de familie van de Mantispidae, die tot de orde netvleugeligen (Neuroptera) behoort. 
Sagittalata griveaudi is voor het eerst wetenschappelijk beschreven door Poivre in 1982.